# Santa Cruz, Portugalia
Santa Cruz este o freguesia în concelho Almodôvar, Portugalia.
Are o suprafață de 123,38 km².